# Макар Кравцов
Макар Кравцов (Касцевич Макар Матвійович; 18 серпня 1891, Бабровня, зараз Гродненський район, Гродненська область, Білорусь - після 1939)  — білоруський поет, публіцист, діяч національно-визвольного руху.  Автор слів гімну БНР «Ми вийдем щільними рядами». 
Дядько білоруського поета Михася Василька. 

## Біографія

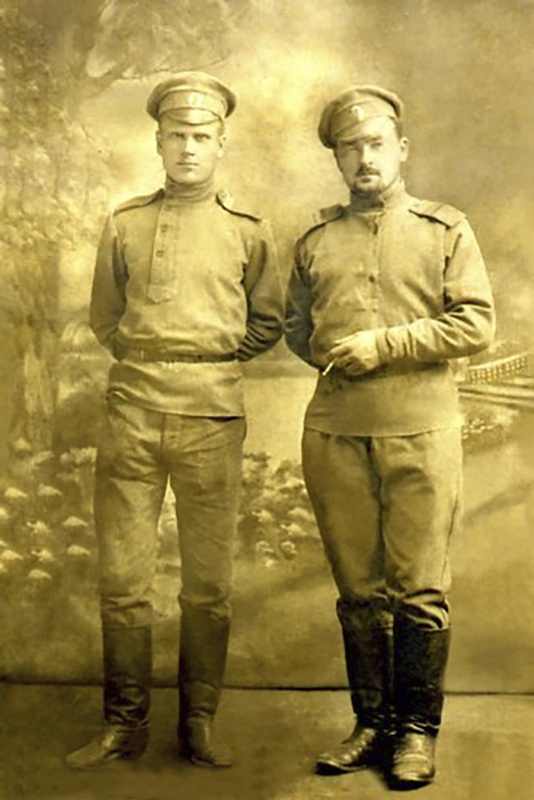
Макар Кравцов (зліва) в армії

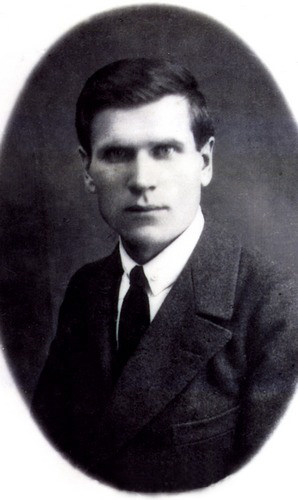
Макар Кравцов

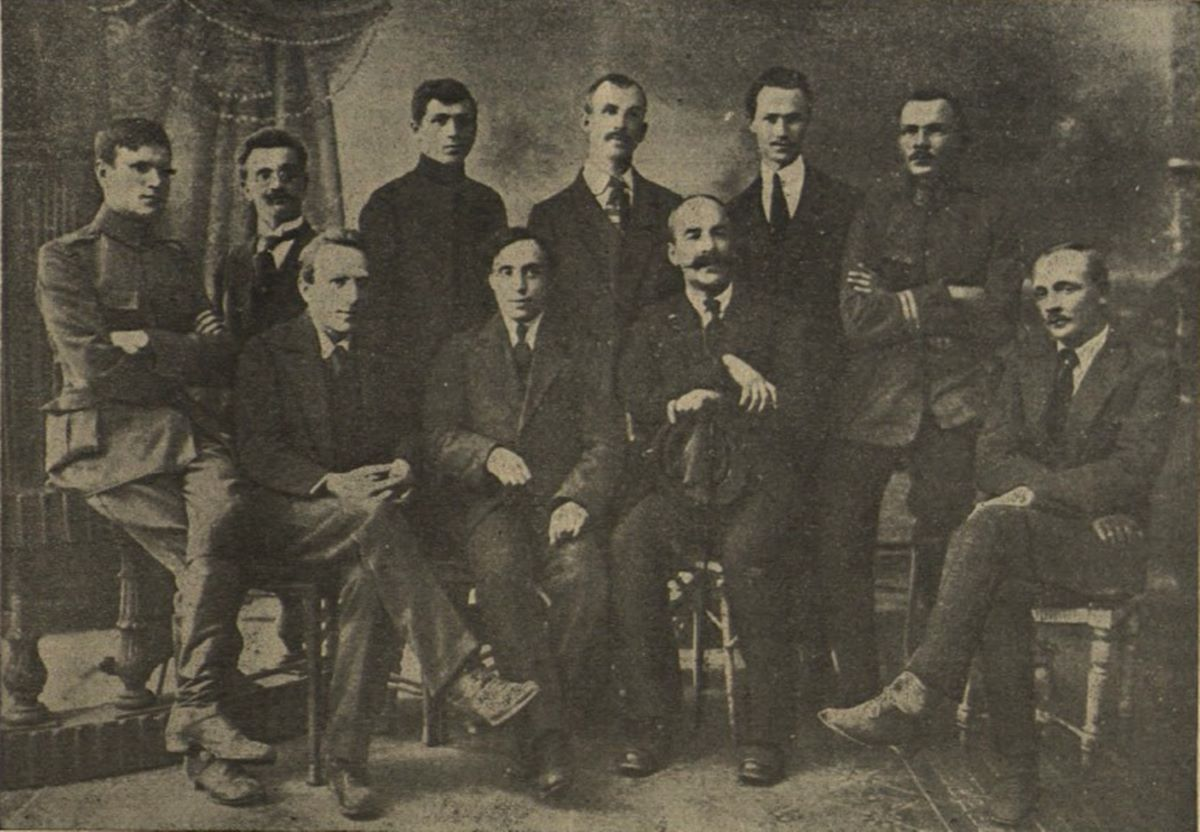
Група білоруських письменників, 1920 р.
Зліва направо сидять: Макар Кравцов, Франтішек Олехнович, Змітрок Бядуля, Олександр Власов, Олесь Гарун, Янка Купала; стоять: Альберт Павлович, Михайло Камиш, Владислав Голубок, Йосип Фарботка.

Закінчив Свислоцьку вчительську семінарію в 1910 р., вчителював на Гродненщині, учасник Першої світової війни, воював у російській армії на Південно-Західному фронті. Делегат Всебілоруського з'їзду від солдатського комітету 44-го армійського корпусу Південно-Західного фронту у грудні 1917 - 1918  увійшов до Білоруської партії соціалістів-революціонерів (БПСР), член Ради БНР, вчителював у мінських білоруських школах. 
На початку 1919 року на Гродненщині - уповноважений Міністерства білоруських справ при литовському уряді, створював білоруські органи влади в Сокальському повіті. Пізніше повертається до Мінська, працює при Літературно-видавничому відділі Наркомосу Літбел. З грудня 1919 р. входив до складу Білоруської військової комісії (БВК), очолює культурно-просвітницький відділ. Автор відомого вірша «Ми вийдемо щільними рядами», що став гімном Білоруського Народної Республіки (опублікований 30 жовтня 1919 р. в газеті «Білорусь» під назвою «Вояцький гімн»). 
Під час Слуцького збройного повстання 1920 року призначений завідувачем друкарні повстанців у Клецьку. 
Учасник Першої Всебелоруської конференції в Празі у вересні 1921 р. З 1921 р. жив і працював у Вільнюсі. Брав участь в роботі Білоруського наукового товариства. У 1926 заарештований польською владою. Член Головного управління Товариства білоруської школи у 1936 - 1937 рр. Після приєднання Західної Білорусі до БРСР з жовтня 1939 року працював у редакції газети «Віленська правда». Наприкінці 1939 р.  арештований разом з іншими діячами білоруського визвольного руху (Антоном Луцкевичем, Янком Пазняком, Сергієм Буслом, Вінсентом Гришкевичем, Володимиром Самойлом і іншими). Точні відомості про обставини смерті М.  Кравцова не з'ясовані. За деякими свідченнями, він був замучений під час допитів у радянській в'язниці в Білостоці . 

## Творчість
Літературну діяльність почав у 1918 р.  Виступав під псевдонімами Дзин-Дзилін, Звончик, Макар, Язеп Светазар, Picolo, Smreczyński; крипт.  З-ик, К.М., Кр.  М., М.К. 
Друкувався в газетах «Вільна Білорусь», «Дзвін», «Білорусь», «Білоруська криниця», «Рідний край», журналах «Рунь», «Блискавка», «Білоруська культура», «Шлях молоді» та інших. 
Автор літературознавчих статей про творчість Янки Купали, Якуба Коласа , Максима Богдановича, Володимира Жилки, Констанції Буйло, Алоїзи Пашкевич та інших. Автор спогадів про сучасників, діячів національно-визвольного руху Івана Луцкевича, Олександра Астрамовича, Крачевська Світлана Іванівна, Алеся Гаруна, а також про Всебелоруський з'їзд 1917 р. 
Переклав білоруською мовою твори Миколи Гоголя, Максима Горького, Михайла Зощенка, Олександра Купріна, Михайла Лермонтова, Адама Міцкевича, Льва Толстого, Генріка Сенкевича, Тараса Шевченка та ін.  Переклав з польської мови Версальський трактат. 
Автор слів гімну БНР « Ми вийдемо щільними рядами». 
Вибрані переклади на білоруську мову: 
- «Алеся» Олександра Купріна
- «Мцирі» Михайла Лермонтова (1924)
- «Розповіді про великі події різних часів і народів» Миколи Рубакіна (1924)
- «Демон» Михайла Лермонтова (1926 р)
- «Бартек-переможець» Генріка Сенкевича (1926 р)
- «Сліпий музикант» Володимира Короленка (1928)
- «Принц і жебрак» Марка Твена (1928)
- «Для дітей» Льва Толстого (1928)
- «Тарас Бульба» Миколи Гоголя (1929)